# Linchi
Linchi (kinesiska: 临池镇, 临池) är en köping i Kina. Den ligger i provinsen Shandong, i den östra delen av landet, omkring 70 kilometer öster om provinshuvudstaden Jinan. Antalet invånare är 28 802. Befolkningen består av 14 031 kvinnor och 14 771 män. Barn under 15 år utgör 14,0 %, vuxna 15-64 år 73 %, och äldre över 65 år 12,0 %.
Genomsnittlig årsnederbörd är 818 millimeter. Den regnigaste månaden är juli, med i genomsnitt 300 mm nederbörd, och den torraste är januari, med 6 mm nederbörd.